# MTR (software)

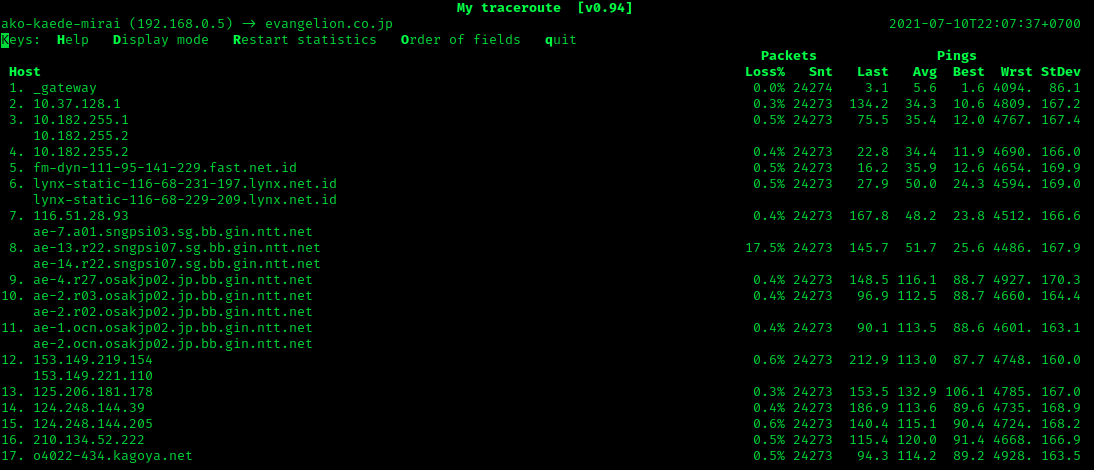

MTR (My Trace Route) [MTR98] es una herramienta de diagnóstico de red utilizada en sistemas GNU/Linux, que combina las funcionalidades básicas de las aplicaciones traceroute y ping.Puede ejecutarse tanto desde un terminal o a través de una interfaz gráfica. Existe también una versión disponible para el sistema operativo Microsoft Windows llamada WinMTR[WMT02].

## Historia
Originalmente MTR es acrónimo para Matt´s Trace Route, el trazador de rutas de Matt, ya que Matt Kimball fue su autor original en 1997. Roger Wolff es quien mantiene las versiones y lo ha renombrado My Traceroute ("mi trazador de rutas").

## Funcionamiento
MTR analiza la conexión entre la máquina donde se ejecuta la propia aplicación y el host destino especificado por el usuario. Para definir la traza entre ambos extremos, MTR determina la dirección de cada salto de red existente en la trayectoria, enviando para ello una secuencia de peticiones ICMP echo request (Internet Control Message Protocol), con el objetivo de establecer la calidad del enlace en cada punto intermedio.
El formato de ejecución de MTR en GNU/Linux es el siguiente:
```
root@kubuntu:~#mtr-h
usage:mtr[-hvrctglsni46][--help][--version][--report]
         [--report-cycles=COUNT][--curses][--gtk]
         [--raw][--split][--no-dns][--address interface]
         [--psize=bytes/-p=bytes]
         [--interval=SECONDS]HOSTNAME[PACKETSIZE]

```

## Opciones
Las opciones más comunes de ejecución de MTR son las siguientes:
- -c count: envía un número determinado de pings especificados por la variable count.

- -g: lanza MTR a través de una interfaz gráfica de usuario basada en GTK+.

- -i seconds: número de segundos transcurridos entre el intervalo de envío de dos pings consecutivos a un mismo salto. El número de segundos se define mediante la variable seconds.

- -n: no resuelve los nombre de dominio.

- -r: muestra por pantalla un informe de la traza realizada después del envío de 10 pings seguidos a cada uno de los nodos intermedios existentes entre el origen y el destino. El número de pings enviados se puede modificar utilizando para ellos la opción -c count.

- HOSTNAME: máquina destino de la traza.

## Formato de Salida
En la figura 1 puede observarse el formato de MTR realizando una simple traza a la dirección IP 192.30.0.1 ( mtr -n 194.30.0.1).
MTR se queda de forma indefinida monitorizando el estado de los enlaces entre la máquina origen y el destino, enviando continuamente los paquetes ICMP a todos los nodos intermedios.
La primera columna (Host) muestra las máquinas que existen entre el origen (192.168.1.1) y el destino (192.168.1.254). Del resto de columnas nos quedamos con las más importantes: Loss% indica el porcentaje de paquetes perdidos y Snt el número de paquetes ICMP enviados.
Desde la pantalla principal se puede acceder a varios menús que ofrece la aplicación pulsando para ello sobre distintas teclas:
- Help: muestra la funcionalidad de las teclas avanzadas.

- Display mode: conmuta entre tres pantallas distintas de visualización de datos.

- Restart statistics: reinicia los contadores.

- Order of fields: define el orden en el que se muestran los campos de las diferentes columnas.

- quit: sale de la aplicación.

Si durante la traza a una máquina nos topamos con un firewall intermedio, dicho elemento será representado por MTR a través del símbolo ???(Ver la figura 2).

## Ejemplos de trazas realizadas
A continuación se exponen una serie de pruebas realizadas mediante el comando mtr, con el objetivo de facilitar la comprensión de esta aplicación.
- Traza realizada a la dirección IP 194.30.0.1[1]

```
root@kubuntu:~#mtr -r 194.30.0.1
HOST: javi-kubuntu      Loss%     Snt     Last     Avg     Best     Wrst     StDev
1.192.168.1.1           0.0%      10      2.1      1.9     1.4      2.8      0.4
2.192.168.153.1         0.0%      10      36.9     36.0    34.3     37.5     1.1
3.84.Red-80-58-42       0.0%      10      35.9     37.0    34.8     39.0     1.4
4.122.Red-80-58-73      0.0%      10      61.4     61.0    59.8     62.4     1.0
5.sarenet-2.espanix     0.0%      10      60.5     61.3    58.6     63.5     1.5
6.194.30.8.141          0.0%      10      71.0     70.9    69.6     73.2     1.1
7.194.30.8.137          0.0%      10      69.4     68.6    65.4     75.0     2.9
8.ns1.sarenet.es        0.0%      0       69.6     68.7    66.5     70.8     1.4

```

- Traza realizada a la dirección IP 194.30.0.1 sin resolver los nombres.[1]

```
root@kubuntu:~#mtr -r 194.30.0.1
HOST: javi-kubuntu      Loss%     Snt     Last     Avg     Best     Wrst     StDev
1.192.168.1.1           0.0%      10      3.1      2.0     1.4      3.9      0.8
2.192.168.153.1         0.0%      10      37.2     36.1    33.0     38.6     1.6
3.80.58.42.84           0.0%      10      35.8     36.9    35.1     39.3     1.6
4.80.58.73.122          0.0%      10      62.7     61.8    59.6     64.7     1.6
5.193.149.1.133         0.0%      10      60.3     62.4    59.5     64.7     1.7
6.194.30.8.141          0.0%      10      67.9     70.5    67.9     72.7     1.6
7.194.30.8.137          0.0%      10      66.4     67.8    65.4     70.0     1.5
8.194.30.0.1            0.0%      10      66.5     68.1    66.2     69.7     1.2

```